# Zamuco (jezična porodica)
Zamucoan, porodica američkih indijanskih jezika iz Paragvaja i Bolivije koja obuhvaća jezike indijanskih skupina: A) Sjeverni s Zamuco, Morotoco, Guarañoca, Poturero, i Ugaraño. B) U Južnu skupinu pripadaju Chamacoco, Tunacho, Imono i Caipotorade, od kojih se svaki dijeli na više lokalnih skupina s vlastitim jezikom ili dijalektom. Dva živa jezika (prema Ethnologue) su ayoreo i chamacoco.

## Vanjske poveznice
- Ethnologue (14th)
- Ethnologue (15th)
- Language Family Trees: Zamucoan
- Familia Zamucoana
- Familia Zamucoana - Lengua Ayoreo
- Tree for Zamucoan[neaktivna poveznica]